# Верхня Іж-Боб'я
Верхня Іж-Бо́б'я (рос. Верхняя Иж-Бобья, удм. Поргурт) — присілок в Малопургинському районі Удмуртії, Росія.
Урбаноніми:
- вулиці — Центральна
- провулки — Колгоспний, Мельничний, Юферова

## Населення
Населення — 97 осіб (2010; 100 в 2002).
Національний склад станом на 2002 рік:
- марійці — 92 %